# 下条駅
下条駅（げじょうえき）は、新潟県十日町市下条四丁目にある、東日本旅客鉄道（JR東日本）飯山線の駅である。

## 歴史
- 1927年（昭和2年）11月25日：十日町線・越後岩沢 - 十日町間開業の際に新設[1][2]。
- 1944年（昭和19年）6月1日：飯山線に改称[3]。
- 1970年（昭和45年）12月21日：貨物の取り扱いを廃止[2]。業務委託駅となる[4]。
- 1982年（昭和57年）11月1日：荷物の扱いを廃止[5]。駅員無配置となり[6]、簡易委託駅となる[7]。
- 1987年（昭和62年）4月1日：国鉄分割民営化により、東日本旅客鉄道の駅となる[2]。
- 1997年（平成9年）1月：現在の駅舎が完成。

## 駅構造
単式ホーム1面1線を有する地上駅である。かつては相対式ホーム2面2線であった。東側のホームと線路は撤去されており、現在は線路の西側にホームと駅舎が置かれている。
十日町駅管理の無人駅となっている。

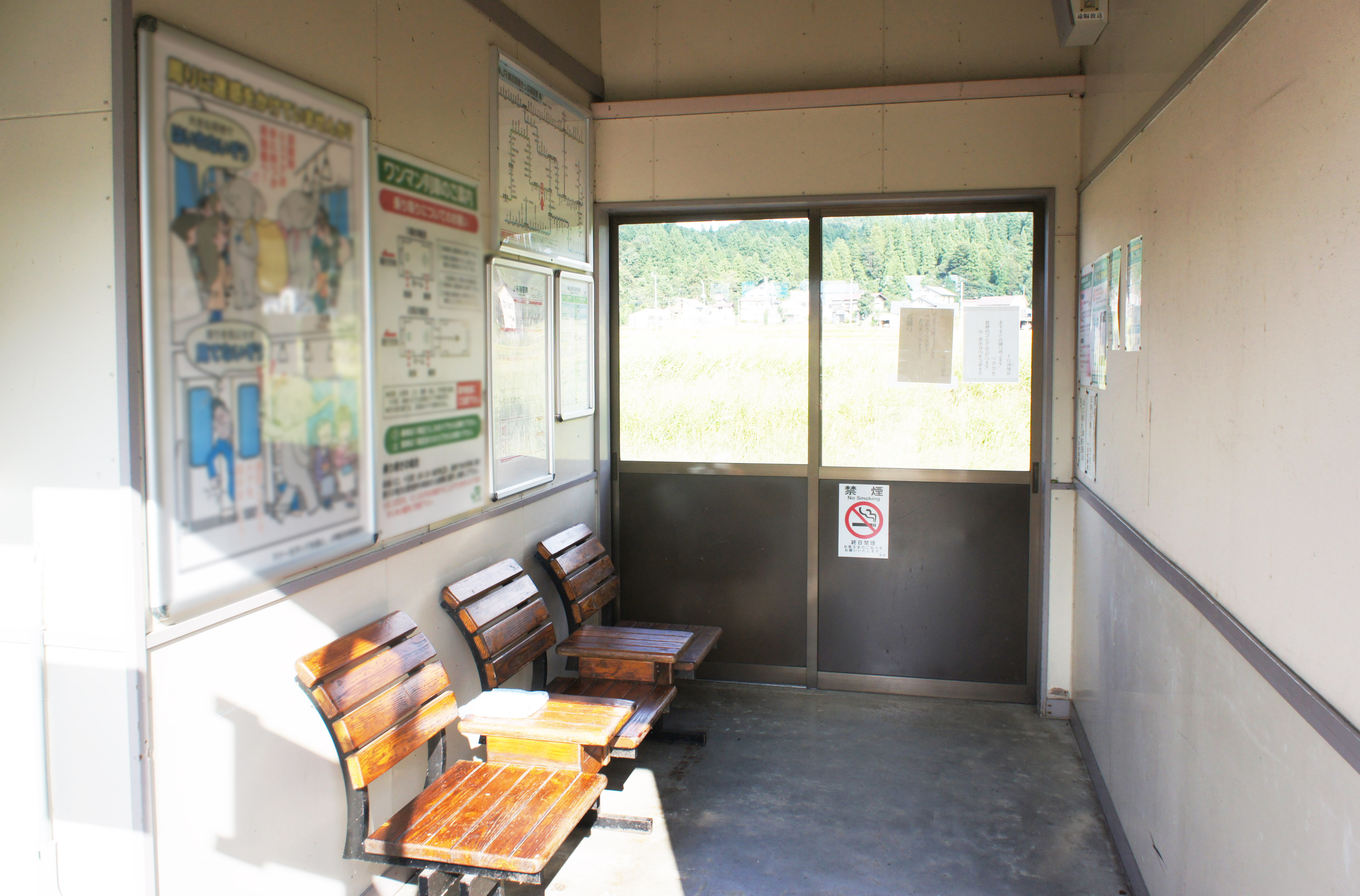
待合室（2021年9月）
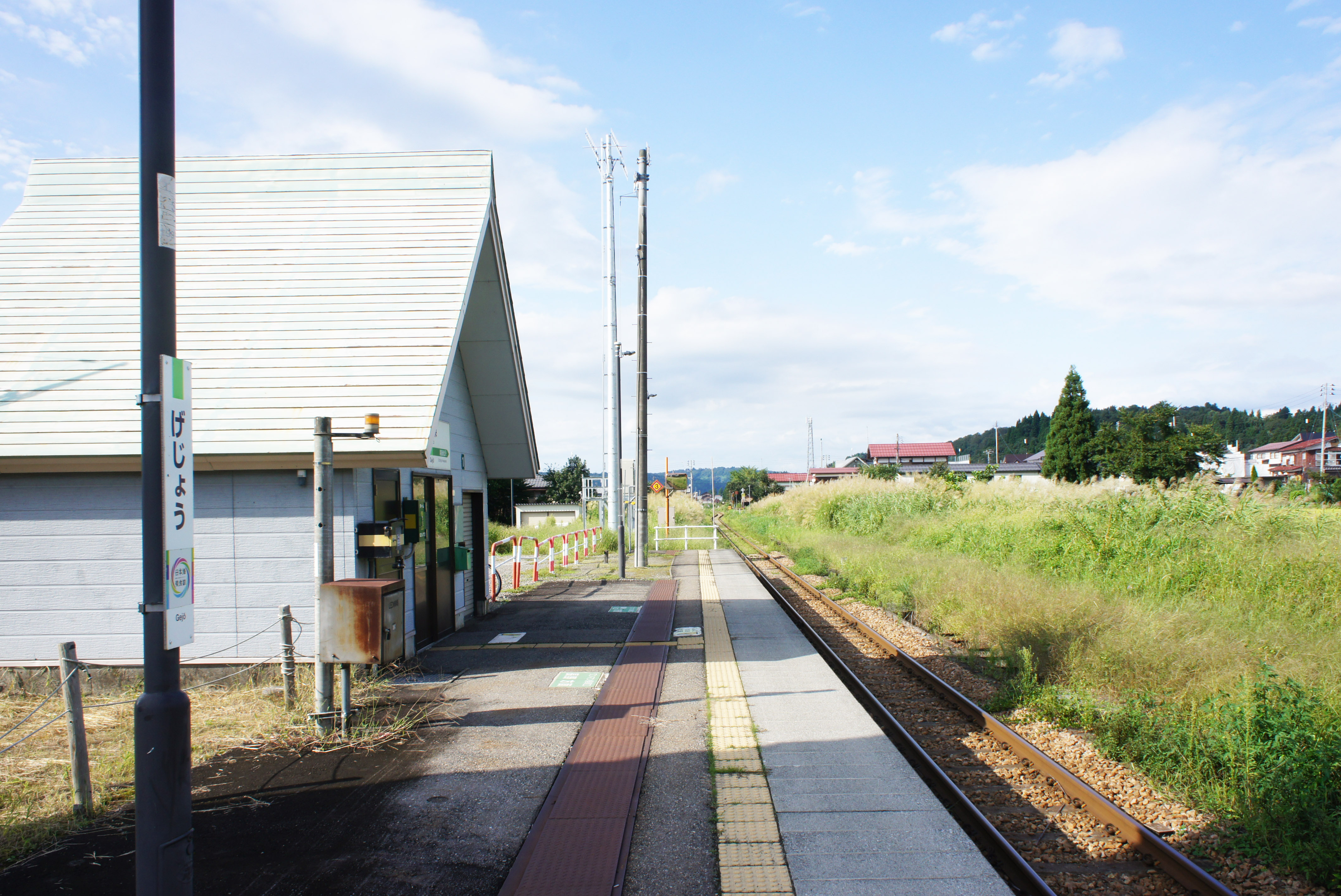
ホーム（2021年9月）

## 駅周辺
- 国道117号
- 十日町市役所 下条出張所
- 十日町市立下条小学校
- 十日町市立下条中学校
- 下条郵便局
- 新潟縣信用組合下条支店

## 隣の駅
東日本旅客鉄道（JR東日本）
■飯山線
魚沼中条駅 - 下条駅 - 越後岩沢駅